# Frank Plicka
Frank Plicka (11. června 1926 Kladno – 9. prosince 2010, Sydney, Austrálie) byl australský fotograf českého původu známý svou knihou Streets of Sydney, která zachycuje mimořádné turné po Sydney, dokumentované černobílými fotografiemi pořízenými za 30 let. Tato kniha zachycuje život v ulicích Sydney, v okolí hospod, barů, galerií a pláží.

## Životopis
Plicka se narodil v roce 1926 v hornickém městě Kladnu, v bývalém Československu. Jeho otec byl horník, často nezaměstnaný a jako mnoho jiných v té době nemohl rodině poskytnout slušné bydlení.
Zahájení základní školy znamenalo pro Plicku nový šťastný život. Dokončil školu s nejlepšími možnými výsledky, vynechal střední školu a v roce 1937 byl zapsán do elitní školy „Reálné gymnázium“. Po druhé světové válce, během níž byly české univerzity uzavřeny, pokračoval ve studiu na Karlově univerzitě v Praze a promoval jako pedagog. Do roku 1968 se profesionálně věnoval sportu a trénoval nejlepší české plavce. V roce 1967 získal titul Trenér roku.
V roce 1968 po sovětské invazi do Československa uprchl do Austrálie. Usadil se v Sydney, přijímal různé práce na různých místech a začal se soustředit na pouliční fotografii.
Kromě Austrálie fotografoval jeden rok v Africe (sedmdesátá léta) a tři roky v Asii (osmdesátá léta). Během posledních 35 let dokončil tři knihy. Do současné doby byla publikována pouze knížka Streets of Sydney.
Během posledních let uspořádal Plicka v Sydney několik výstav, ale dával přednost soukromému životu a neusiloval o širší uznání.

## Dílo
Od raného věku se Plicka věnoval sportu a jeho touha zachytit všechny okamžiky ho vedla ke sportovní fotografii. Jako sportovní fotograf fotografoval v šesti evropských zemích, včetně Ruska.
Jeho poznávacím znamením byla přímá černobílá fotografie. Během 65 let práce používal různé fotoaparáty, ale od roku 1952 používal fotografické kamery Leica, zejména svou oblíbenou kameru Leica M3. Ke své práci používal objektivy 35   a 50 mm.
Plicka zpracovával své fotografie od svých začátků sám. V roce 2004 přešel z temné komory na digitální / počítačové zpracování.